# SN 2009jc
SN 2009jc – supernowa typu Ia odkryta 17 września 2009 roku w galaktyce A010243-1927. W momencie odkrycia miała maksymalną jasność 18,20m.